# 凸 (仙台貨物のアルバム)
『凸（デコ）』は、仙台貨物の3枚目のアルバム。2009年10月28日発売。発売元はバップ。

## 概要
- 倒産（活動休止）告知後にリリースされたアルバム。元々は「勃起」というタイトルだったが、プロモーションがし辛いということで変更された。
- 初回限定盤、通常盤の2種類が発売。ジャケットには坂田利夫を起用。理由について、「おでこが広そうだから」。
- 一般流通発売されたシングル曲を全て収録した他、カバー曲も収録している。

## 収録曲
1. ああ人生に涙あり
（作詞：山上路夫/作曲：木下忠司）
  - ドラマ水戸黄門主題歌のカバー。
2. 絶交門
（作詞:千葉/作曲:R.S.S）
  - 3rdシングル。
3. ウンチ君
（作詞:千葉/作曲：ギガフレア）
4. 腐況の風 
（作詞:千葉/作曲:R.S.S）
  - PVも製作されたナンバー。テーマは「不況」としながらも、みんなを楽しませる応援ソングになればという思いが歌詞に込められている。
5. 珍龍~cheng long~
（作詞:千葉、R.S.S/作曲:R.S.S）
  - 王珍々のテーマ曲。「珍々的愛情故事」の続編にあたる曲である。
6. 芸スクール漢組!!
（作詞・作曲:ギガフレア）
  - 2ndシングル。
7. 俺ら東京さ行ぐだ
（作詞・作曲:吉幾三）
8. うまなみで。Tommy&Rocky's theater ～祭らないか～
（作詞・作曲:仙台貨物）
  - 3rdシングル。次トラックの「フレディ・まーつりーTommy&Rocky's theater ～やらないか～」と連動した仕様になっている。
9. フレディ・まーつりーTommy&Rocky's theater ～やらないか～
（作詞:千葉/作曲:R.S.S）
10. おうた
（作詞・作曲:ギガフレア）
11. 神様もう少しだけ
（作詞・作曲:ギガフレア）
  - 1stシングル。

## 参加ミュージシャン
- TOHRU TOMIYASU - Drums Tuner
- TOORU YOSHIDA (LION HEADS) - Keyboards
- SHINOBU (Creature Creature、The LEGENDARY SIX NINE)- Manipulator(M-6)
- SHIRO SASAKI (BIG HORNS BEE) - Trumpet(M-2)
- KINYA SOGAWA - Shakuhachi(M-2)
- SHIZUKA-chan, HINA-chan, RARAKA-chan, RIKU-kun, KOUKI-kun - Zekkou Chorus(M-2)
- Tommy & Rocky - Gay Couple
- KOTARO TANAKA - Announcer